# Le Bal masqué (chanson)
Pour les articles homonymes, voir Le Bal masqué.
Le Bal masqué est une chanson de La Compagnie créole, enregistrée et sortie en 1984 sur l'album Le Bal masqué, et éditée en single l'année suivante.

## Historique
Écrite par Daniel Vangarde et composée par Jean Kluger, la chanson a été classée 31 semaines au Top Singles & Titres en France de mars à septembre 1985, dont deux semaines n°6.

## Classements
| Classement (1985) | Meilleure position |
| ----------------- | ------------------ |
| France (SNEP)     | 6                  |

## Variante de 2020:Sortons masqués
En 2020, le groupe enregistre une nouvelle version du tube, intitulée Sortons masqués, en référence au port du masque pour lutter contre la pandémie de Covid-19.